# 瑪麗·羅伊斯
瑪麗·特蕾絲·波特（英語：Marie Therese Porter）是美国商人、外交官和教育家。2018年3月30日，波特出任美国国务院助理國務卿，主管教育與文化事務。
2018年6月12日，美國國務院教育暨文化事務局助理國務卿瑪麗·羅伊斯、美國在台協會主席莫健、台北辦事處長梅健華、國務院海外建築業務局代理局長威廉·默色（William Moser）、美國眾議院國會台灣連線主席格雷格·哈珀等人出席美國在台協會台北辦事處新館落成典禮，與中華民國總統蔡英文一起揭幕。